# Tongala
Tongala is een plaats in de Australische deelstaat Victoria en telt 1623 inwoners (2006).